# 매일 그대와 (G1방송)
매일 그대와는 G1 Fresh FM에서 본방송은 매일 오전 11시부터 낮 12시까지와 재방송은 매일 밤 1시부터 2시까지 방송중인 G1방송 이가연 아나운서가 진행하고 있는 신설 라디오 프로그램이었다.

## 요일 코너

### 월요일
- 지금부터 정 주행 : 한 명의 가수를 선정해 그 가수의 노래를 쭉 들어봅니다.

### 화요일
- 맛있는 건강 상식 : 코너 내용 : 일상에 도움이 되는 작은 건강 상식들을 전해드립니다.

### 수요일
- 연디의 책갈피 : 책에서 본 문장, 영화 속 대사들을 음악과 함께 들려드립니다.

### 목요일
- 낭만가요 : 시대를 휩쓴 노래들과 함께 추억 여행을 떠나봅니다.

### 금요일
- 명곡의 재발견 : 숨어있는 명곡을 찾아라! 놓치고 있던 좋은 노래들을 소개해드립니다.

### 토요일
- 뮤직 시네마 : 영화 테마 음악들과 함께 영화 속 한 장면 속으로 떠나봅니다.

### 일요일
- 그 시절, 주간 차트 : 그때 그 시절, 주간 차트를 휩쓴 명곡들을 들어봅니다.

## 같이 보기
- 박하선의 씨네타운[1]